# Мирзенешть
Мирзенешть, Мирзенешті (рум. Mârzănești) — село у повіті Телеорман в Румунії. Входить до складу комуни Мирзенешть.
Село розташоване на відстані 75 км на південний захід від Бухареста, 11 км на схід від Александрії, 138 км на схід від Крайови.

## Населення
За даними перепису населення 2002 року у селі проживала 781 особа.
Національний склад населення села:
| Національність | Кількість осіб | Відсоток |
| -------------- | -------------- | -------- |
| румуни         | 703            | 90,0%    |
| цигани         | 77             | 9,9%     |

Рідною мовою назвали:
| Мова      | Кількість осіб | Відсоток |
| --------- | -------------- | -------- |
| румунська | 772            | 98,8%    |
| циганська | 9              | 1,2%     |